# Wolfgang Endter der Ältere
Wolfgang Endter der Ältere (geboren 4. Juli 1593 in Nürnberg, gestorben 17. Mai 1659 in Nürnberg) war ein Buchhändler, Verleger und Buchdrucker aus Nürnberg.

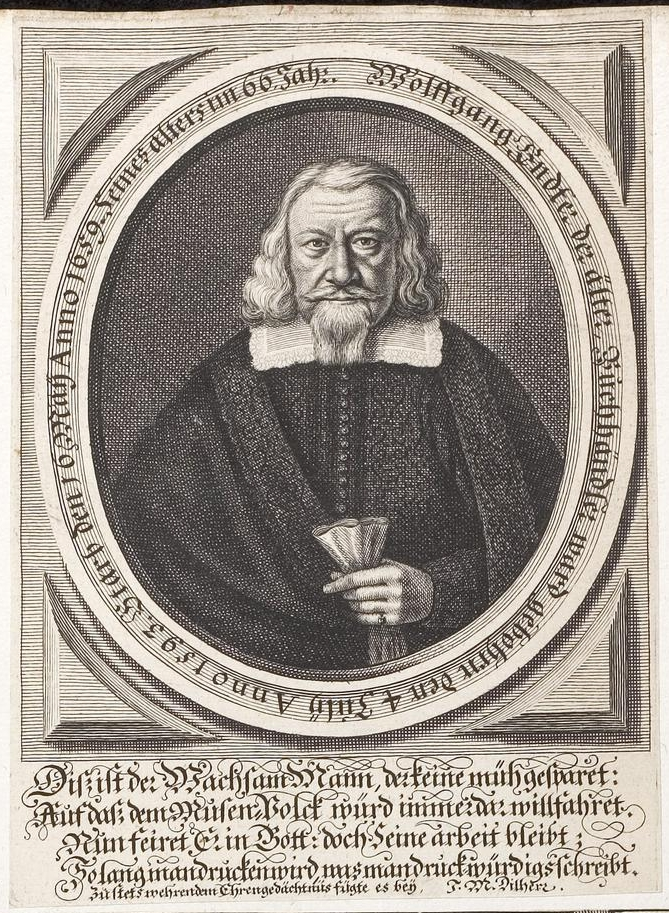
Kupferstich mit dem Bildnis von Wolfgang Endter dem Älteren

## Leben und Wirken
Wolfgang Endter war der Sohn des Nürnberger Buchdruckers Georg Endter der Ältere, dessen Familienmitglieder spätestens seit Mitte des 16. Jahrhunderts im Buchhandel tätig waren. 1610 immatrikulierte sich Wolfgang Endter an der Universität Altdorf. Anschließend absolvierte er eine Ausbildung bei dem aus Zürich stammenden Universitätsdrucker Christoph Rab in Herborn. Bereits 1612, im Alter von 19 Jahren, bekam er von seinem Vater eine Druckerei, aus der aber wohl erst ab 1619 Druckwerke hervorgingen.
Am 28. November 1620 heiratete Wolfgang Endter die Nürnbergerin Maria Öder, mit der er acht Söhne und zwei Töchter hatte. Der 1622 geborene Sohn Wolff wurde auch Buchdrucker, verstarb aber bereits vor seinem Vater 1655. Ein Jahr nachdem seine Frau Maria 1657 verstorben war, heiratete Wolfgang Endter Anna Regina Schubart, ebenfalls aus Nürnberg.
1630 erwarb Endter eine Papiermühle im nahegelegenen Wendelstein sowie weitere in der Nürnberger Umgebung, in der Oberpfalz, am Bodensee und in Oberschwaben. Auch stieg er in den Papierhandel ein. Insgesamt werden ihm außer den Papiermühlen drei Druckereien mit zehn Druckpressen sowie Schriftgießereien zugeschrieben. Sein Buchhandel verfügte über Niederlassungen in den Messestädten Frankfurt am Main und Leipzig und unterhielt Geschäftskontakte nach Schlesien, Österreich, Frankreich, Schweden und in die Niederlande.
Neben Gelegenheitsschriften und Kalendern druckte Endter protestantische Erbauungsliteratur und Lutherbibeln. 1636 konnte er auf der Buchmesse Frankfurt bereits 24 eigene Drucke vorweisen. Besonders erfolgreich war er mit dem Druck der sogenannten Kurfürstenbibel für Herzog Ernst den Frommen, die zwischen 1641 und 1768 insgesamt 14 Auflagen verzeichnete. Im Zuge des Dreißigjährigen Krieges wurde 1641 sein gesamtes Bücherlager von den Schweden beschlagnahmt.
Die Endters gehörten nicht zu den ratsfähigen Familien in Nürnberg. Obwohl Wolfgang Endter 1637 Genannter des Größeren Rats wurde, blieb sein politischer Einfluss in seiner Heimatstadt gering. Auch nachdem er 1651 mit Erfolg Kaiser Ferdinand III. für sich, seine Nachfahren und Neffen um Erhebung in den Adelsstand ersucht hatte, änderte sich das nicht.
Als Wolfgang Endter 1659 verstarb, besaß er neben seinen Papiermühlen und Druckbetrieben auch mehrere Wohnhäuser in Nürnberg. Sein Grab befindet sich auf dem Johannis-Friedhof in Nürnberg.
Eine Bibliografie seiner Drucke verzeichnet die umfangreiche Monografie von Christoph Jensen.